# Karang Agung (Batu Raja Barat)
Karang Agung is een bestuurslaag in het regentschap Ogan Komering Ulu van de provincie Zuid-Sumatra, Indonesië. Karang Agung telt 748 inwoners (volkstelling 2010).